# Centre hospitalier de l'Ouest Guyanais
Le Centre hospitalier de l'Ouest guyanais Franck-Joly ou Centre Hospitalier de l'Ouest Guyanais (abrégé en CHOG) est un établissement public de santé situé dans la commune de Saint-Laurent-du-Maroni en Guyane.
Avec le Centre hospitalier de Cayenne Andrée-Rosemon et le Centre hospitalier de Kourou, ils forment ensemble le Groupement hospitalier de territoire qui fut créé en 2019.